# Streufähigkeit
Unter Streufähigkeit versteht man in der  Galvanotechnik die Fähigkeit eines Elektrolyten, trotz der ungleichmäßigen Stromverteilung auf dem zu beschichtenden Werkstück eine verbesserte Verteilung des Überzugs zu erreichen.
Im Einzelnen werden unterschieden.
- Makrostreufähigkeit: die Fähigkeit eines galvanischen Bades, eine annähernd gleichmäßige Schichtdicke über die gesamte Oberfläche des Werkstücks zu erzielen, einschließlich der tiefer gelegenen Bereiche
- Mikrostreufähigkeit: die Fähigkeit eines galvanischen Bades, Metall in Poren und Kratzern abzuscheiden.

Gute Makrostreufähigkeit ist nicht immer mit guter Mikrostreufähigkeit verbunden. 
Eine ähnliche Fähigkeit wie die Mikrostreufähigkeit ist die Einebnung. Diese ist die Fähigkeit eines galvanischen Bades, eine glattere Oberfläche als die des Rohlings zu erhalten.